# Kudłatka

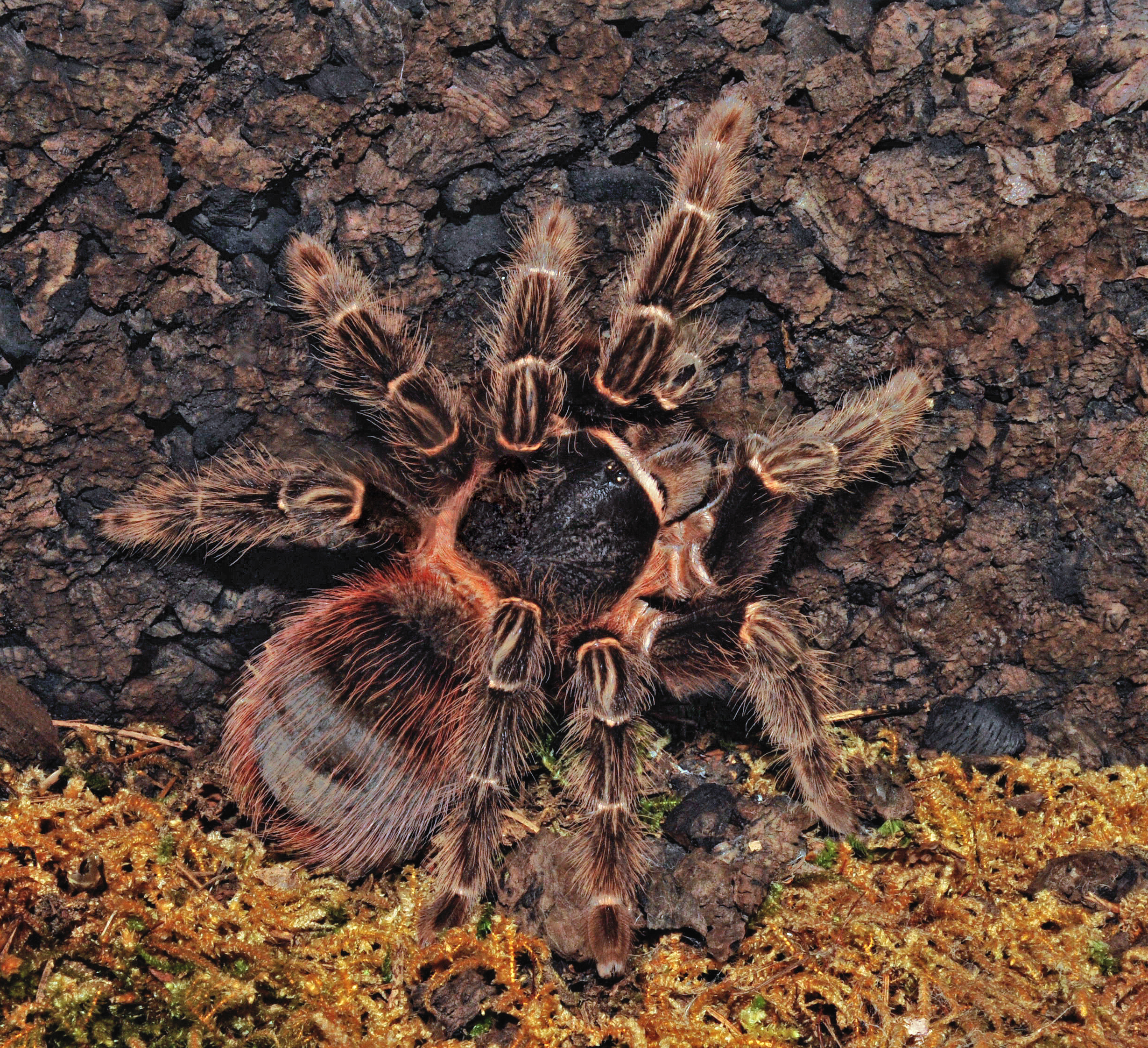
Lasiodora klugi

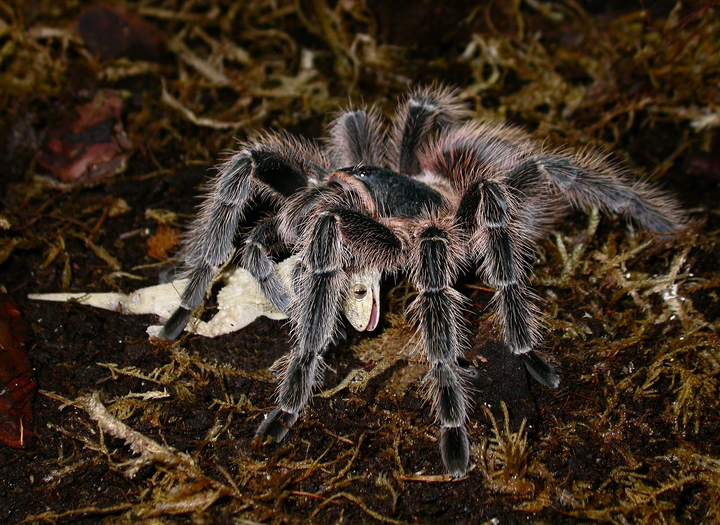
Gatunek obecny w hodowlach pod nazwą Lasiodora striatipes

Kudłatka (Lasiodora) – rodzaj pająków z infrarzędu ptaszników i rodziny ptasznikowatych. Endemiczny dla wschodniej Brazylii. Obejmuje 7 opisanych gatunków.

## Morfologia
Pająki osiągające bardzo duże rozmiary. Nieco dłuższy niż szeroki karapaks ma wyraźne rowki głowowe i tułowiowe oraz głęboką, prostą jamkę. Część głowowa karapaksu jest u samca przeciętnie, a u samicy wyraźnie wyniesiona, u obu płci z wyraźnym, szerszym niż dłuższym wzgórkiem ocznym. Oczy pary przednio-środkowej są okrągłe, równe rozmiarami oczom pary przednio-bocznej i położone bardziej z tyłu niż one. Oczy par bocznych mają jednakowe rozmiary i owalny kształt. Małe, owalne oczy pary tylno-środkowej leżą bardziej z przodu niż pary tylno-bocznej. Oskórek karapaksu gęsto porastają krótkie i cienkie szczecinki, a na krawędziach długie szczecinki sterczące dozewnętrznie. Nadustek jest niski. Pozbawione rastellum szczękoczułki mają od 9 do 15 ząbków u podstawy. W przedniej połowie niewiele szerszej niż dłuższej, prawie kwadratowej wargi dolnej leży około 100–250 kuspuli. Prawie prostokątne szczęki mają jeszcze więcej kuspuli w wewnętrznych kątach, a przednie płaty wyraźnie wyciągnięte w stożkowaty wyrostek. Dłuższe niż szerokie sternum ma zaokrąglony kąt tylny. Sigilla oddalone są od jego krawędzi o swoje średnice.
Na aparat strydulacyjny składają się pierzaste szczecinki na biodrach wszystkich par odnóży oraz kolcopodobne szczecinki na tylno-bocznych częściach płatów szczękowych, a czasem też kolcopodobne szczecinki na biodrach par od pierwszej do trzeciej. Przednio-boczne powierzchnie bioder opatrzone są szczecinkami kolcowatymi lub pierzastymi szpatułkowatymi. Szczecinki pierzaste wyrastają także na tylno-bocznych powierzchniach ud ostatniej pary. Nadstopia pierwszej pary mają skopule na całej długości, drugiej pary na co najmniej ¾ długości, trzeciej pary na połowie długości, a pary ostatniej na 1/6–1/3 długości. Stopy wszystkich par mają skopule na całej długości, trichobotria maczugowate w odsiebnych ⅔, przypazurkowe kępki włosków i pozbawione są kolców. U samca pierwsza para odnóży ma zakrzywione u podstawy nadstopie oraz haki na goleniach w postaci dwóch niezbiegających się wyrostków o wspólnej podstawie, z których tylno-boczny jest dłuższy i zakrzywiony w części odsiebnej.
Opistosoma (odwłok) ma krótkie i jednoczłonowe kądziołki przędne pary tylno-środkowej, a te pary tylno-bocznej zbudowane z trzech członów, z których ostatni jest palcowaty. U obu płci obecne są włoski drażniące typu I i III.
Genitalia samicy charakteryzują się krótkimi i oddzielonymi krótkim rejonem silnie zesklerotyzowanym spermatekami o szypułkach węższych niż części nabrzmiałe. Nogogłaszczki samca mają gruszkowaty bulbus z lekko odsiebnie spłaszczonym embolusem o wykształconych kilach prolateralnych górnym i dolnym, ostrym kilu retrolateralnym, dobrze rozwiniętym kilu subapikalnym i krótkim kilu apikalnym. 

## Ekologia i występowanie
Rodzaj neotropikalny, endemiczny dla wschodniej Brazylii. Preferuje stanowiska wilgotne. Zamieszkuje głównie formację Mata Atlântica. Występuje też w położonych bardziej w głębi kontynentu formacjach cerrado i caatinga, w obrębie których ograniczony jest jednak do niewielkich fragmentów zalesionych, położonych np. nad rzekami i na stokach pagórków, oraz chętnie przebywa w jaskiniach. Zasięg rodzaju na północ dochodzi do stanów Piauí i Ceará (z niepewnym rekordem z wschodniej Pary), na południe zaś do stanu São Paulo (z niepewnym rekordem z Parany).

## Taksonomia
Takson ten wprowadzony został w 1850 roku przez Carla Ludwiga Kocha przez wydzielenie części gatunków z rodzaju Mygale. M. klugi wyznaczony został gatunkiem typowym w 1892 roku przez Eugène’a Simona. W 2023 roku rewizji i analizy kladystycznej rodzaju dokonał Rogério Bertani. Po jego publikacji do rodzaju zalicza się siedem opisanych gatunków:
- Lasiodora benedeni Bertkau, 1880 – kudłatka aksamitnowłosa
- Lasiodora camurujipe Bertani, 2023 – kudłatka farmerska
- Lasiodora franciscana Bertani, 2023 – kudłatka dolinowa
- Lasiodora klugi (C. L. Koch, 1841) – kudłatka szkarłatna
- Lasiodora parahybana Mello-Leitão, 1917 – kudłatka olbrzymia, k. parahybańska
- Lasiodora sertaneja Bertani, 2023 – kudłatka leśna
- Lasiodora subcanens Mello-Leitão, 1921 – kudłatka siwowłosa

Następujące nazwy uznane zostały przez Bertaniego za wątpliwe (nomina dubia): Lasiodora bahiensis, Lasiodora citharacantha, Lasiodora cryptostigma, Lasiodora dolichosterna, Lasiodora fallax, Lasiodora fracta, Lasiodora moreni, Lasiodora pantherina, Lasiodora pleoplectra, Lasiodora saeva, Lasiodora striatipes.